# Показатель адиабаты
Показатель адиабаты (иногда называемый коэффициентом Пуассона) — отношение теплоёмкости при постоянном давлении ({\displaystyle C_{P}}) к теплоёмкости при постоянном объёме ({\displaystyle C_{V}}). Иногда его ещё называют фактором изоэнтропийного расширения. Обозначается греческой буквой {\displaystyle \gamma } (гамма) или {\displaystyle \kappa } (каппа). Буквенный символ в основном используется в химических инженерных дисциплинах. В теплотехнике используется латинская буква {\displaystyle k}.
Уравнение:
{\displaystyle \gamma ={\frac {C_{P}}{C_{V}}}={\frac {c_{P}}{c_{V}}},}
где
{\displaystyle C} — теплоёмкость газа,
{\displaystyle c} — удельная теплоёмкость (отношение теплоёмкости к единице массы) газа,
индексы {\displaystyle _{P}} и {\displaystyle _{V}} обозначают условие постоянства давления или постоянства объёма, соответственно.
Для показателя адиабаты справедлива теорема Реша (1854):
{\displaystyle \gamma ={\frac {\chi _{t}}{\chi _{s}}},}
где {\displaystyle \chi _{t}} и {\displaystyle \chi _{s}} — изотермический и адиабатический (изоэнтропический) коэффициенты всестороннего сжатия.
Для понимания этого соотношения можно рассмотреть следующий эксперимент. Закрытый цилиндр с закреплённым неподвижно поршнем содержит воздух. Давление внутри равно давлению снаружи. Этот цилиндр нагревается до определённой, требуемой температуры. До тех пор, пока поршень закреплён в неподвижном состоянии, объём воздуха в цилиндре остаётся неизменным, в то время как температура и давление возрастают. Когда требуемая температура будет достигнута, нагревание прекращается. В этот момент поршень «освобождается» и, благодаря этому, начинает перемещаться под давлением воздуха в цилиндре без теплообмена с окружающей средой (воздух расширяется адиабатически). Совершая работу, воздух внутри цилиндра охлаждается ниже достигнутой ранее температуры. Чтобы вернуть воздух к состоянию, когда его температура опять достигнет упомянутого выше требуемого значения (при всё ещё «освобождённом» поршне) воздух необходимо нагреть. Для этого нагревания извне необходимо дополнительно подвести примерно 40 % (для двухатомного газа — воздуха) от того количества теплоты, что было подведено при предыдущем нагревании (с закреплённым поршнем). В этом примере количество теплоты, подведённое к цилиндру при закреплённом поршне, пропорционально {\displaystyle C_{V}}, тогда как общее количество подведённой теплоты пропорционально {\displaystyle C_{P}}. Таким образом, показатель адиабаты в этом примере равен 1,4.
Другой путь для понимания разницы между {\displaystyle C_{P}} и {\displaystyle C_{V}} состоит в том, что {\displaystyle C_{P}} применяется тогда, когда работа совершается над системой, которую принуждают к изменению своего объёма (то есть путём движения поршня, который сжимает содержимое цилиндра), или если работа совершается системой с изменением её температуры (то есть нагреванием газа в цилиндре, что вынуждает поршень двигаться). {\displaystyle C_{V}} применяется только если {\displaystyle PdV} — а это выражение обозначает совершённую газом работу — равно нулю. Рассмотрим разницу между подведением тепла при закреплённом поршне и подведением тепла при освобождённом поршне. Во втором случае давление газа в цилиндре остаётся постоянным, и газ будет как расширяться, совершая работу над атмосферой, так и увеличивать свою внутреннюю энергию (с увеличением температуры); теплота, которая подводится извне, лишь частично идёт на изменение внутренней энергии газа, в то время как остальное тепло идёт на совершение газом работы.

## Соотношения дляидеального газа
Для идеального газа теплоёмкость не зависит от температуры. Соответственно, можно выразить энтальпию как {\displaystyle H=C_{P}T} и внутренняя энергия может быть представлена как {\displaystyle U=C_{V}T}. Таким образом, можно также сказать, что показатель адиабаты — это отношение энтальпии к внутренней энергии:
{\displaystyle \gamma ={\frac {H}{U}}.}
С другой стороны, теплоёмкости могут быть выражены также через показатель адиабаты ({\displaystyle \gamma }) и универсальную газовую постоянную ({\displaystyle R}):
{\displaystyle C_{P}=\nu {\frac {\gamma R}{\gamma -1}}\qquad } и {\displaystyle \qquad C_{V}=\nu {\frac {R}{\gamma -1}}.}
Может оказаться достаточно трудным найти информацию о табличных значениях {\displaystyle C_{V}}, в то время как табличные значения {\displaystyle C_{P}} приводятся чаще. В этом случае можно использовать следующую формулу для определения {\displaystyle C_{V}}:
{\displaystyle C_{V}=C_{P}-\nu R,}
где {\displaystyle \nu } — количество вещества в молях. Для молярных теплоёмкостей, соответственно,
{\displaystyle C_{P}={\frac {\gamma R}{\gamma -1}},\qquad C_{V}={\frac {R}{\gamma -1}}=C_{P}-R.}

### Соотношения с использованием количества степеней свободы
Показатель адиабаты ({\displaystyle \gamma }) для идеального газа может быть выражен через количество степеней свободы ({\displaystyle i}) молекул газа:
{\displaystyle \gamma ={\frac {i+2}{i}}\qquad } или {\displaystyle \qquad i={\frac {2}{\gamma -1}}.}
Таким образом, для одноатомного идеального газа (три степени свободы) показатель адиабаты равен:
{\displaystyle \gamma ={\frac {5}{3}}\approx 1{,}67,}
в то время как для двуатомного идеального газа (пять степеней свободы) (при комнатной температуре):
{\displaystyle \gamma ={\frac {7}{5}}=1{,}4.}
Для многоатомного идеального газа (шесть степеней свободы) показатель адиабаты равен:
{\displaystyle \gamma ={\frac {6+2}{6}}={\frac {4}{3}}\approx 1{,}33.}
Воздух на земле представляет собой в основном смесь двухатомных газов (около 78 % азота — N2, и около 21 % кислорода — O2), и при нормальных условиях его можно рассматривать как идеальный. Двухатомный газ имеет пять степеней свободы (три поступательных и две вращательных степени свободы; колебательная степень свободы не задействована, за исключением высоких температур). Как следствие, теоретически, показатель адиабаты для воздуха имеет величину:
{\displaystyle \gamma ={\frac {5+2}{5}}={\frac {7}{5}}=1{,}4.}
Это хорошо согласуется с экспериментальными измерениями показателя адиабаты воздуха, которые приблизительно дают значение 1,403 (приведённое выше в таблице).

## Соотношения для реальных газов
По мере того, как температура возрастает, более высокоэнергетические вращательные и колебательные состояния становятся достижимыми для молекулярных газов, и таким образом, количество степеней свободы возрастает, и уменьшается показатель адиабаты {\displaystyle \gamma }.
Для реальных газов, как {\displaystyle C_{P}}, так и {\displaystyle C_{V}} возрастают с увеличением температуры, при этом разность между ними остаётся неизменной (согласно приведённой выше формуле {\displaystyle C_{P}} = {\displaystyle C_{V}+R}), и эта разность отражает постоянство величины {\displaystyle PV}, то есть работы, совершаемой при расширении. Величина {\displaystyle P\cdot V} представляет собой разницу между количествами подведённой теплоты при постоянном давлении и при постоянном объёме. Следовательно, отношение двух величин, {\displaystyle \gamma }, падает при увеличении температуры. См. также удельная теплоёмкость.

## Термодинамические выражения
Значения, полученные с помощью приближённых соотношений (в частности, {\displaystyle C_{p}-C_{v}=R}), во многих случаях являются недостаточно точными для практических инженерных расчётов, таких, как расчёты расходов через трубопроводы и клапаны. Предпочтительнее использовать экспериментальные значения, чем те, которые получены с помощью приближённых формул. Строгие значения соотношения {\displaystyle {\frac {C_{p}}{C_{v}}}} может быть вычислено путём определения {\displaystyle C_{v}} из свойств, выраженных как:
{\displaystyle C_{p}-C_{v}\ =\ -T{\frac {\left({\frac {\partial V}{\partial T}}\right)_{P}^{2}}{\left({\frac {\partial V}{\partial P}}\right)_{T}}}\ =\ -T{\frac {{\left({\frac {\partial P}{\partial T}}\right)}^{2}}{\frac {\partial P}{\partial V}}}.}
Значения {\displaystyle C_{p}} не составляет труда измерить, в то время как значения для {\displaystyle C_{v}} необходимо определять из формул, подобных этой. См. здесь для получения более подробной информации о соотношениях между теплоёмкостями.
Вышеприведённые соотношения отражают подход, основанный на развитии строгих уравнений состояния (таких, как уравнение Пенга — Робинсона), которые настолько хорошо согласуются с экспериментом, что для их применения требуется лишь незначительно развивать базу данных соотношений или значений {\displaystyle C_{v}}. Значения могут быть также определены с помощью метода конечных разностей.

## Адиабатический процесс
Для изоэнтропийного, квазистатического, обратимого адиабатного процесса, происходящего в простом сжимаемом идеальном газе:
{\displaystyle PV^{\gamma }={\text{constant}},}
где {\displaystyle P} — это давление и {\displaystyle V} — объём газа.

## Экспериментальное определение величины показателя адиабаты
Поскольку процессы, происходящие в небольших объёмах газа при прохождении звуковой волны, близки к адиабатическим, показатель адиабаты можно определить, измерив скорость звука в газе. В этом случае показатель адиабаты и скорость звука в газе будут связаны следующим выражением:
{\displaystyle c={\sqrt {\frac {\gamma kT}{m}}}={\sqrt {\frac {\gamma RT}{M}}},}
где {\displaystyle \gamma } — показатель адиабаты; {\displaystyle k} — постоянная Больцмана; {\displaystyle R} — универсальная газовая постоянная; {\displaystyle T} — абсолютная температура в кельвинах; {\displaystyle m} — молекулярная масса; {\displaystyle M} — молярная масса.
Другим способом экспериментального определения величины показателя адиабаты является метод Клемана — Дезорма, который часто используется в учебных целях при выполнении лабораторных работ. Метод основан на изучении параметров некоторой массы газа, переходящей из одного состояния в другое двумя последовательными процессами: адиабатическим и изохорическим.
Лабораторная установка включает стеклянный баллон, соединённый с манометром, краном и резиновой грушей. Груша служит для нагнетания воздуха в баллон. Специальный зажим предотвращает утечку воздуха из баллона. Манометр измеряет разность давлений внутри и вне баллона. Кран может выпускать воздух из баллона в атмосферу.
Пусть первоначально в баллоне было атмосферное давление и комнатная температура. Процесс выполнения работы можно условно разбить на два этапа, каждый из которых включает в себя адиабатный и изохорный процесс.
1-й этап:

При закрытом кране накачиваем в баллон небольшое количество воздуха и зажимаем шланг зажимом. При этом давление и температура в баллоне повысятся. Это адиабатический процесс. Со временем давление в баллоне начнёт уменьшаться вследствие того, что газ в баллоне начнёт охлаждаться за счёт теплообмена через стенки баллона. При этом давление будет уменьшаться при постоянном объёме. Это изохорный процесс. Выждав, когда температура воздуха внутри баллона сравняется с температурой окружающего воздуха, запишем показания манометра {\displaystyle h_{1}}.
2-й этап:

Теперь откроем кран 3 на 1—2 секунды. Воздух в баллоне будет адиабатно расширяться до атмосферного давления. При этом температура в баллоне понизится. Затем кран закроем. Со временем давление в баллоне начнёт увеличиваться вследствие того, что газ в баллоне начнёт нагреваться за счёт теплообмена через стенки баллона. При этом снова будет увеличиваться давление при постоянном объёме. Это изохорный процесс. Выждав, когда температура воздуха внутри баллона сравнится с температурой окружающего воздуха, запишем показание манометра {\displaystyle h_{2}}. Для каждой ветви 2-х этапов можно написать соответствующие уравнения адиабаты и изохоры. Получится система уравнений, которые включают в себя показатель адиабаты. Их приближённое решение приводит к следующей расчётной формуле для искомой величины:
{\displaystyle \gamma ={h_{1} \over {h_{1}-h_{2}}}.}
Недостатком данного метода является то, что процессы быстрого расширения газа в ходе лабораторной работы не являются чисто адиабатическими ввиду теплообмена через стенку сосудов, а рассматриваемый газ заведомо не является идеальным. И хотя полученная в ходе лабораторной работы величина будет заведомо содержать методическую погрешность, всё же существуют различные способы её устранения, например, за счёт учёта времени расширения и количества подведенного за это время тепла.